# Bella Rosenfeld
Bella Rosenfeld Chagall (russisch Бэлла Розенфельд-Шагал; geb. 14. Dezember 1889 in Wizebsk, Russisches Kaiserreich (heute Belarus) als Berta Rosenfeld; gest. 2. September 1944 in New York) war eine jiddischsprachige Autorin und die Ehefrau von Marc Chagall.

## Leben
Bella Rosenfeld wurde am 14. Dezember 1889 als Tochter einer wohlhabenden jüdischen Familie in Witebsk geboren. Ihr Vater Schmuel Noach Rosenfeld war Juwelier und ein Lubawitscher Chassid. Sie absolvierte ein Mädchengymnasium in Witebsk und studierte an der Moskauer Universität. 1909 lernte sie Marc Chagall kennen, der sie noch im selben Jahr im Gemälde Meine Braut mit schwarzen Handschuhen (Kunstmuseum Basel) porträtierte. 1915 heirateten Marc und Bella. Im selben Jahr zog das Ehepaar Chagall nach Sankt Petersburg, im Jahr darauf wurde Tochter Ida geboren. 1918 kehrte die Familie nach Witebsk zurück. 1922 ließen sie sich in Litauen nieder und zogen bereits im Jahr darauf, nach einem kurzen Aufenthalt in Deutschland, nach Paris.
1941 wanderte die Familie in die Vereinigten Staaten aus. 1944 starb Bella Chagall in New York an einem viralen Infekt.
Bella Chagall saß oft Modell für ihren Mann, so zum Beispiel 1917 für das Bild Bella mit dem weißen Kragen. Sie hat auch zwei Bücher veröffentlicht.

## Werke
- Erste Begegnung, Rowohlt Verlag, Reinbek 1998, ISBN 3-499-11630-8 (deutsche Erstauflage 1969)
- Brennende Lichter. Übersetzung  Lia Bernstein und andere. Rowohlt Verlag, Reinbek 1999, ISBN 3-499-11223-X (mit 39 Zeichnungen von Marc Chagall) (deutsche Erstauflage 1969; jiddisch: „Brenendike likht“, Book League of the Jewish Peoples Fraternal Order, IWO, New York 1945; englisch: Burning Lights, Schocken, New York 1946; französisch: Lumières allumées, Genf, Trois Collines 1948, Paris, Gallimard 1973; ungarisch: Ego Gyertyak, 1966; dänisch: Braendende lys. Erindringer, Kopenhagen 1986; niederländisch: Brandende kaarsen : herinneringen aan de verdwenen joodse wereld, Amsterdam (2007))